# TOEIC Bridge
TOEIC Bridge(영어: Test of English for International Communication Bridge)는 청소년을 위한 영어 공인 시험의 하나이다.

## 같이 보기
- TOEIC
- G-TELP Jr.
- JET